# 云山屯村
26°17′33″N 106°05′04″E / 26.29250°N 106.08444°E
云山屯村位于中国贵州省安顺市西秀区七眼桥镇，为始建于明初的军屯村寨，2005年被列为中国历史文化名村，云山屯古建筑群于2001年被列为第五批全国重点文物保护单位。
古建筑群分云山屯和本寨两个相邻的屯堡。云山屯位于山谷中，占地面积约15万平方米，山谷东、南建有两屯门。本寨占地4万余平方米，依山而建。建筑风格兼有江南建筑与当地建筑的特点。

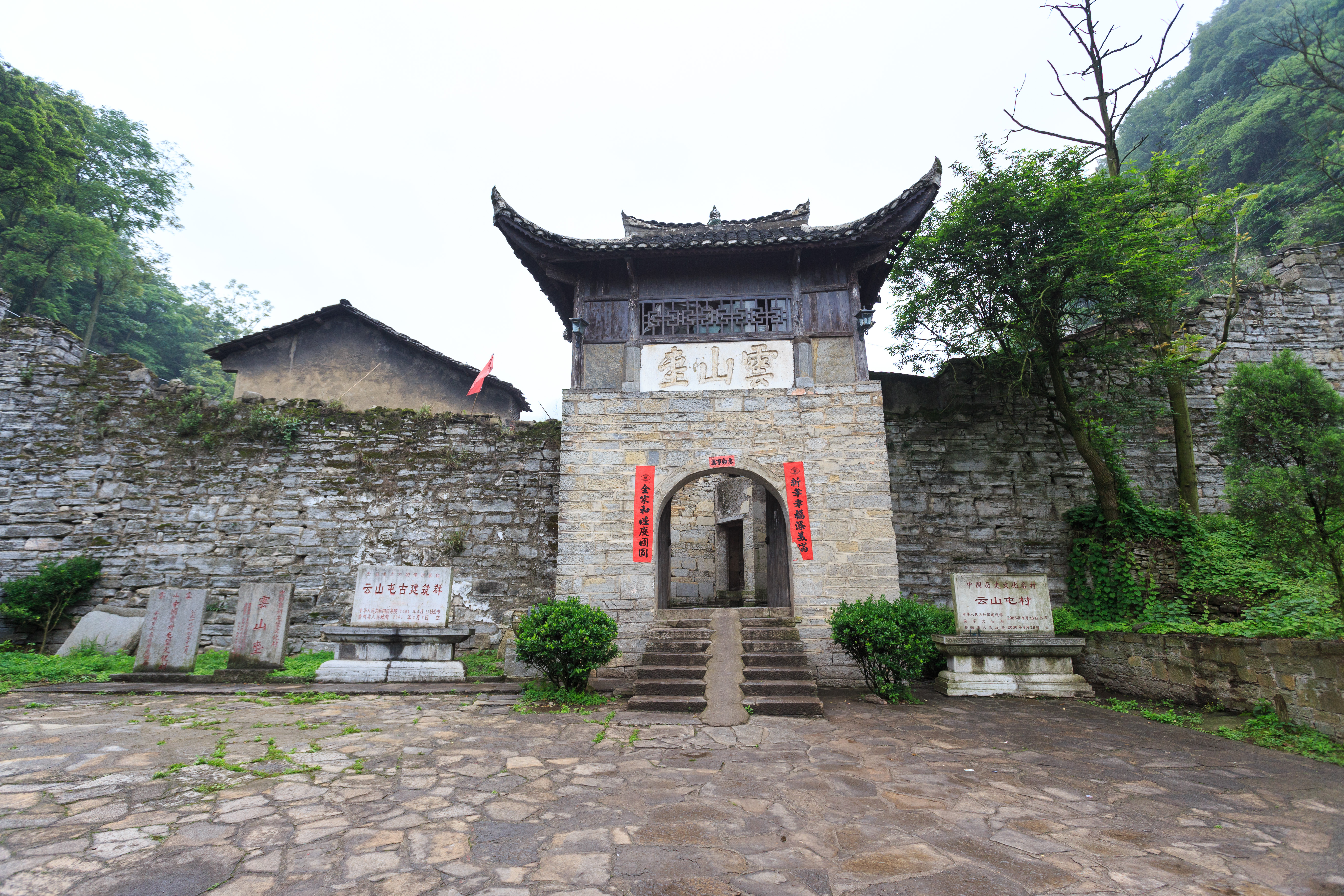
云山屯东门